# Thomisus angulatulus
Thomisus angulatulus es una especie de araña cangrejo del género Thomisus, familia Thomisidae. Fue descrita científicamente por Roewer en 1951.

## Distribución
Esta especie se encuentra en Gabón.